# Gończy smalandzki
Gończy smalandzki – rasa psa, należąca do grupy psów gończych i posokowców, zaklasyfikowana do sekcji średnich psów gończych. Podlega próbom pracy.

## Rys historyczny
Rasa powstała w XIII wieku. Jej nazwa pochodzi od nazwy krainy w Szwecji, Smalandii. Jednym z pierwszych hodowców był baron von Essen, któremu rasa zawdzięcza krótki ogon. Szwedzki związek kynologiczny zatwierdził rasę w 1921.

## Wygląd
Pysk tępo zakończony. Oczy ciemne, spokojne. Budowa zwarta. Muskularne nogi i podciągnięty brzuch. Wydatne przedpiersie. Stopy duże.
Szata gęsta, gładka i lśniąca.
Umaszczenie jest czarne, podpalane na pysku, brwiach i na dolnej części kończyn. Mogą występować też białe znaki na końcu stóp i ogona.

## Zachowanie i charakter
Aktywny i entuzjastyczny.

## Użytkowość
Pies wykorzystywany do polowań na lisy i zające.

## Zdrowie i pielęgnacja
Wymaga dużo ruchu.